# Nymphon akanei
Nymphon akanei är en havsspindelart som beskrevs av Nakamura, K. och C.A. Child 1983. Nymphon akanei ingår i släktet Nymphon och familjen Nymphonidae. Inga underarter finns listade i Catalogue of Life.